# Hucín
Hucín es un municipio del distrito de Revúca en la región de Banská Bystrica, Eslovaquia, con una población estimada a final del año 2024 de 915 habitantes.
Se encuentra ubicado al este de la región, en la cuenca hidrográfica del río Sajó —un afluente derecho del río Tisza— y cerca de la frontera con la región de Košice.

## Demografía
| Año        | 1994 | 2004    | 2014     | 2024    |
| ---------- | ---- | ------- | -------- | ------- |
| Población  | 795  | 782     | 913      | 915     |
| Diferencia |      | −1,63 % | +16,75 % | +0,21 % |

| Año        | 2023 | 2024 |
| ---------- | ---- | ---- |
| Población  | 915  | 915  |
| Diferencia |      | +0 % |